# Distretto di San Benito
Il distretto di San Benito è uno degli otto distretti  della provincia di Contumazá, in Perù. Si trova nella regione di Cajamarca e si estende su una superficie di 486,55 chilometri quadrati.

Istituito il 19 novembre 1888, ha per capitale la città di San Benito; al censimento 2005 contava 3.613 abitanti.